# Nokia 5530 XpressMusic
Nokia 5530 je smartphone a zábavní zařízení od společnosti Nokia. Je postaven na stejné platformě jako Nokia 5800. Je součástí řady XpressMusic telefonů, u kterých je kladen důraz na hudbu a přehrávání multimédií. Je to druhé zařízení s operačním systémem S60 Symbian 5th pro dotykové displeje po Nokii 5800, která používá stejný operační systém. Telefon má 3.5 mm konektor pro sluchátka a stereo reproduktory.

## Hlavní vlastnosti
| Vlastnosti              | Specifikace                                                             |
| ----------------------- | ----------------------------------------------------------------------- |
| Operační systém         | Symbian OS v9.4, S60 5th Edition                                        |
| GSM frekvence           | 850/900/1800/1900 MHz                                                   |
| GPRS                    | Ano, třída 32                                                           |
| EDGE                    | Ano, třída 32                                                           |
| WCDMA                   | Ne                                                                      |
| Hlavní displej          | dotykový 2,9" odporový, aktivní AFFS, 360×640 pixelů, 16 mil. barev     |
| Fotoaparát              | 3,2 megapixelu (2048×1536), 4× digitální zoom, autofocus, diodový blesk |
| Nahrávání videa         | Ano, maximální rozlišení: 640×480 pixelů                                |
| Procesor                | Freescale MXC300-30 (434 MHz)                                           |
| Webový prohlížeč        | Ano                                                                     |
| Multimediální zprávy    | Ano                                                                     |
| Video hovory            | Ne                                                                      |
| Push to talk            | Ano                                                                     |
| Podpora Javy            | Ano                                                                     |
| Dostupná vnitřní paměť  | 70 MB                                                                   |
| Paměť RAM               | 128 MB                                                                  |
| Slot na paměťové karty  | Ano, microSDHC (až 16 GB)                                               |
| Bluetooth               | 2.0                                                                     |
| Infračervený port       | Ne                                                                      |
| Podpora datového kabelu | Ano, micro USB                                                          |
| E-mail klient           | Ano                                                                     |
| Baterie                 | BL-4U, Li-Ion 1000 mAh                                                  |
| Pohotovostní režim      | 350 hodin                                                               |
| Doba hovoru             | 290 minut                                                               |
| Váha                    | 107 gramů                                                               |
| Rozměry                 | 104×49×13 mm                                                            |
| Dostupnost              | Už se neprodává                                                         |